# Marsovo pole
Marsovo pole (russisk: Марсово поле; russisk for Marsmarken) er en stor offentlig plads i Tsentralnyj rajon i Sankt Petersborg, mellem Marmorpaladset, Betskojs hus og Saltykov-Sjtjedrins hus. Mod syd afgrænser Mojkafloden pladsen.
Pladsen er opkaldt efter Marsmarken i Rom og Champ-de-Mars i Paris, der begge er opkaldt efter krigsguden Mars.